# Francisco Funes
Francisco Antonio Funes (nascido em 28 de março de 1950) é um ex-ciclista de estrada salvadorenho. Representou o seu país competindo em duas provas de ciclismo nos Jogos Olímpicos de 1968, realizados na Cidade de México.